# Урух (село)
Урух (рос. Урух) — село у Лескенському районі Кабардино-Балкарії Російської Федерації.
Орган місцевого самоврядування — сільське поселення Урух. Населення становить 4122 особи.

## Історія
Згідно із законом від 27 лютого 2005 року органом місцевого самоврядування є сільське поселення Урух.

## Населення
| 2002  | 2010  | 2012  | 2013  | 2014  | 2015  | 2016  |
| ----- | ----- | ----- | ----- | ----- | ----- | ----- |
| 4233  | ↘4122 | ↗4188 | ↗4249 | ↗4257 | ↗4276 | ↗4288 |
| 2017  | 2018  | 2019  | 2020  |       |       |       |
| ↗4338 | ↗4339 | ↗4371 | ↗4373 |       |       |       |